# Ryszard Komornicki
Ryszard Komornicki (Ścinawa, 1959. augusztus 14. –) válogatott lengyel labdarúgó, középpályás, edző.

## Pályafutása

### Klubcsapatban
1979–80-ban a Stronie Śląskie, 1980 és 1982 között a GKS Tychy, 1983 és 1989 között a Górnik Zabrze labdarúgója volt. A Górnikkal négy bajnoki címet szerzett. 1989 és 2001 között Svájcban játszott. 1989 és 1994 között az FC Aarau, 1998–99-ben az FC Wohlen, 2000–01-ben a Kickers Luzern játékosa volt. Az Aarauval egy svájci bajnoki címet ért el.

### A válogatottban
1984 és 1988 között 20 alkalommal szerepelt a lengyel válogatottban. Tagja volt az 1986-os mexikói világbajnokságon részt vevő csapatnak.

### Edzőként
Főleg Svájcban tevékenykedett edzőként. 1998–99-ben az FC Wohlen játékosedzőjeként tevékenykedett. 1999–00-ben a Solothurn szakmai munkáját irányította. 2000–01-ben a Kickers Luzern játékosedzője volt. 2001-ben az FC Luzern, 2002 és 2005 között az FC Zürich U21-es csapatának az edzője volt. 2006-ban hazatért és a Górnik Zabrze vezetőedzőjeként dolgozott. 2006–07-ben az FC Baden, 2007 és 2009 között az FC Aarau edzőként tevékenykedett. 2009 ismét a Górniknál dolgozott. 2010-ben az FC Wil 1900 együttesét edzette. 2011–12-ben az egyiptomi El Gouna vezetőedzője volt. 2012 és 2015 között az FC Wohlen, az FC Luzern, az FC Chiasso és a United Zürich edzőjeként tevékenykedett.

## Sikerei, díjai
Górnik Zabrze
- Lengyel bajnokság
  - bajnok (4): 1984–85, 1985–86, 1986–87, 1987–88

 FC Aarau
- Svájci bajnokság
  - bajnok: 1992–93